# Guillermo Vilas
Guillermo Vilas (ur. 17 sierpnia 1952 w Mar del Plata) – argentyński tenisista, zwycięzca 4 turniejów wielkoszlemowych w grze pojedynczej, reprezentant w Pucharze Davisa.

## Kariera tenisowa
Guillermo Vilas jest najbardziej utytułowanym tenisistą w historii Argentyny. Zwyciężył w 62 turniejach zawodowych, w tym 4 o randzie Wielgiego Szlema. Triumfował w French Open 1977, US Open 1977, Australian Open 1978 i Australian Open 1979, stając się pierwszym zawodnikiem z Ameryki Południowej, który wygrał w zawodach tej kategorii. Jest również finalistą 42 imprez. Wśród przegranych finałów Argentyńczyka są French Open 1975, French Open 1978 i French Open 1982 oraz Australian Open 1977 ze stycznia. Najwyżej w rankingu ATP World Tour był na 2. miejscu.
W grze podwójnej tenisista argentyński triumfował w 16 turniejach i 10 razy był finalistą.
W latach 1970–1984 reprezentował Argentynę w Pucharze Davisa. W 1981 Argentyna w składzie z Vilasem osiągnęła pierwszy finał w turnieju, ulegając ostatecznie Stanom Zjednoczonym. Bilans Vilasa w zawodach w singlu to 45–10, a w deblu 12–14.
W 1991 roku uhonorowany został miejscem w Międzynarodowej Tenisowej Galerii Sławy.
Do Vilasa należało kilka rekordów. Do kwietnia 2017 był zawodnikiem z największą liczbą tytułów singlowych na podłożu ziemnym. Wynik ten poprawił Rafael Nadal. Nadal pobił też rekord 53 wygranych meczów z rzędu na cegle Vilasa w maju 2006.
W 2005 roku, przez magazyn „TENNIS”, Vilas został umieszczony na 24. miejscu wśród 40 najlepszych tenisistów i tenisistek.
W lutym 2016 nazwano kort centralny obiektu Buenos Aires Lawn Tennis Club im. Guillermo Vilasa.

### Finały w turniejach wielkoszlemowych

#### Gra pojedyncza (4–4)
| Końcowy wynik | Nr | Data             | Turniej                    | Nawierzchnia | Przeciwnik      | Wynik finału       |
| ------------- | -- | ---------------- | -------------------------- | ------------ | --------------- | ------------------ |
| Finalista     | 1. | 15 czerwca 1975  | French Open, Paryż         | Ceglana      | Björn Borg      | 2:6, 3:6, 4:6      |
| Finalista     | 2. | 9 stycznia 1977  | Australian Open, Melbourne | Trawiasta    | Roscoe Tanner   | 3:6, 3:6, 3:6      |
| Zwycięzca     | 1. | 5 czerwca 1977   | French Open, Paryż         | Ceglana      | Brian Gottfried | 6:0, 6:3, 6:0      |
| Zwycięzca     | 2. | 11 września 1977 | US Open, Forest Hills      | Ceglana      | Jimmy Connors   | 2:6, 6:3, 7:6, 6:0 |
| Finalista     | 3. | 11 czerwca 1978  | French Open, Paryż         | Ceglana      | Björn Borg      | 1:6, 1:6, 3:6      |
| Zwycięzca     | 3. | 31 grudnia 1978  | Australian Open, Melbourne | Trawiasta    | John Marks      | 6:4, 6:4, 3:6, 6:3 |
| Zwycięzca     | 4. | 2 stycznia 1980  | Australian Open, Melbourne | Trawiasta    | John Sadri      | 7:6, 6:3, 6:2      |
| Finalista     | 4. | 24 maja 1982     | French Open, Paryż         | Ceglana      | Mats Wilander   | 6:1, 6:7, 0:6, 4:6 |